# Stenoporpia elena
Stenoporpia elena är en fjärilsart som beskrevs av Samuel E. Cassino 1927. Stenoporpia elena ingår i släktet Stenoporpia och familjen mätare. Inga underarter finns listade i Catalogue of Life.